# 楔叶独行菜
楔叶独行菜（学名：Lepidium cuneiforme）为十字花科独行菜属的植物，为中国的特有植物。分布在中国大陆的四川、云南、贵州、甘肃、陕西等地，生长于海拔800米至2,000米的地区，常生于山坡、村旁、河滩以及路边，目前尚未由人工引种栽培。